# Мичалка, Аманда
Аманда Джой Мичалка (англ. Amanda Joy Michalka), более известная как Эй Джей Мичалка (англ. AJ Michalka); род. 10 апреля 1991 года, Торренс, Калифорния, США) — певица, актриса, бывшая модель, гитаристка и автор-исполнитель, наиболее известная по работе со своей сестрой Элисон Мичалкой в музыкальной группе Aly & AJ (в 2009—2015 годах 78violet).

## Ранние годы
Аманда родилась и выросла в Торрансе, штат Калифорния, у неё есть старшая сестра актриса и певица Эли Мичалка. Её отец, Марк, владеет подрядной компанией, а мать, Кэрри, музыкант и выступала с христианской рок-группой JC Band. Её родители в разводе. Будучи маленькой девочкой, она недолго жила в Сиэтле и Милуоки. Вместе с сестрой посещала начальную школу Мака. Играла на пианино с шести лет и начала играть на гитаре в раннем возрасте. Аманда начала сниматься, когда ей было пять лет, в основном в постановках церковных пьес. Она была воспитана как христианка и часть своего детства обучалась на дому. В детстве Мичалка участвовала в ряде музыкальных постановок в своей школе в Милуоки.

## Карьера
Мичалка играет на различных инструментах, таких как акустическая гитара, электрогитара и фортепиано. Некоторое время она работала моделью для каталогов. В 2006 году Аманда дебютировала на канале Disney в оригинальном фильме «Красотки в молоке» в роли Кортни Каллум вместе с сестрой Эли. Она также появлялась в таких шоу, как «Оливер Бин», «Клиент всегда мёртв», «Защитник» и «Главный госпиталь». Она и её сестра снялись в фильме MTV «Сладкие 16: Фильм». В 2009 году Мичалка снялась в фильме Питера Джексона «Милые кости».
С 2009 по 2013 год Аманда и её сестра выступали как музыкальный дуэт 78violet. В 2015 году они решили сменить название на Aly and AJ. Сингл их альбома Insomniatic под названием «Potential Breakup Song» их самый успешный сингл на сегодняшний день, он получил платину от RIAA за продажу более 1 000 000 копий. В 2010 году Аманда записала саундтрек к фильму «Чемпион», под названием «It’s Who You Are». Видео было выпущено вместе с синглом.
Аманда появилась в нескольких эпизодах сериала канала CW «Адские кошки». В 2013—2022 годах она играет роль Лейни Льюис в сериале «Голдберги».
Аманда озвучила персонажа Стивонни в мультсериале «Вселенная Стивена». В июле 2014 года она и её сестра сняли драму в Лорел-Каньоне, штат Калифорния. Режиссёром и сценаристом фильма выступил муж Эли Стивен Рингер. Мичалка была одним из продюсеров фильма вместе со своей сестрой и Рингером и участвовала в процессе кастинга. В мае 2015 года было объявлено, что премьера фильма Weepah Way for Now состоится на кинофестивале в Лос-Анджелесе 16 июня 2015 года. Фильм был выпущен на DVD, iTunes и других потоковых платформах в июне 2016 года.

## Фильмография
| Год       |     | Русское название              | Оригинальное название              | Роль             |
| --------- | --- | ----------------------------- | ---------------------------------- | ---------------- |
| 2002      | с   | Страсти                       | Passions                           | дочь Шеридана    |
| 2002      | с   | Хищные птицы                  | Birds of Prey                      | Дина в детстве   |
| 2002—2004 | с   | Защитник                      | The Guardian                       | Шеннон Гресслер  |
| 2003—2004 | с   | Оливер Бин                    | Oliver Beene                       | Бонни            |
| 2004      | с   | Главный госпиталь             | General Hospital                   | Эшли Би          |
| 2004      | с   | Клиент всегда мёртв           | Six Feet Under                     | Эшли             |
| 2005      | тф  | —                             | Kitty’s Dish                       | Китти            |
| 2006      | тф  | Красотки в молоке             | Cow Belles                         | Кортни Каллем    |
| 2006      | тф  | Хавершам Холл                 | Haversham Hall                     | Сэм Тиллар       |
| 2007      | тф  | Сладкие 16: Фильм             | Super Sweet 16: The Movie          | Сара             |
| 2009      | ф   | Милые кости                   | The Lovely Bones                   | Кларисса         |
| 2010      | ф   | Чемпион                       | Secretariat                        | Кейт Твиди       |
| 2010      | ф   | —                             | Slow Moe                           | Эмили Филлипс    |
| 2011      | с   | Адские кошки                  | Hellcats                           | Дейдре Перкинс   |
| 2011      | ф   | Супер 8                       | Super 8                            | Джен Казник      |
| 2011      | тф  | Жестокие игры                 | Cruel Intentions                   | Джиллиан Данкан  |
| 2012      | кор | —                             | Gotten                             | сбежавшая дочь   |
| 2013      | ф   | Грейс акустическая            | Grace Unplugged                    | Грейс Трей       |
| 2014      | с   | Мотив                         | Motive                             | Эмили Уильямс    |
| 2014      | с   | Кремниевая долина             | Silicon Valley                     | Шарлотт          |
| 2014      | тф  | Ожидая амишей                 | Expecting Amish                    | Ханна Йодер      |
| 2014—2022 | с   | Голдберги                     | The Goldbergs                      | Лейни Льюис      |
| 2015      | ф   | —                             | Weepah Way for Now                 | Джой             |
| 2015—2019 | мс  | Вселенная Стивена             | Steven Universe                    | Стивонни         |
| 2016      | ф   | Иисус в ковбойских ботинках   | Angels in Stardust                 | Валли Сью        |
| 2017      | ф   | Зеница ока                    | Apple of My Eye                    | Кай              |
| 2017      | ф   | Грязная ложь                  | Dirty Lies                         | Тиффани          |
| 2018      | ф   | Поддержите девушек            | Support the Girls                  | Криста           |
| 2018      | кор | —                             | Bubble                             | Шеннон           |
| 2018—2020 | мс  | Ши-Ра и непобедимые принцессы | She-Ra and the Princesses of Power | Катра            |
| 2019—2020 | с   | Обученные                     | Schooled                           | Лейни Льюис      |
| 2022      | ф   | Рэй Донован                   | Ray Donovan: The Movie             | Эбби в молодости |
| 2022      | с   | Хороший доктор                | The Good Doctor                    | Нелли Данн       |

## Дискография

### В составе 78violet
| Название                       | Год  | Дата выхода           | Лейбл                   |
| ------------------------------ | ---- | --------------------- | ----------------------- |
| Into The Rush                  | 2005 | 16 августа 2005 года  | Hollywood Records       |
| Into The Rush (Deluxe Edition) | 2006 | 8 августа 2006 года   | Hollywood Records       |
| Acoustic Hearts Of Winter      | 2006 | 26 сентября 2006 года | Hollywood Records       |
| Insomniatic                    | 2007 | 10 июня 2007          | Hollywood Records       |
| Insomniatic (Deluxe Edition)   | 2007 | 5 марта 2008          | Hollywood Records       |
| TBA                            | 2013 | Writting\Records      | Violet House Production |

### Синглы
- «Lovesick» (Unreleased album)
- «The Edge» (Unreleased album)
- «Bullet» (Unreleased album)
- «Walk Alone Tonight» (Unreleased album)
- «Cillivian» (Unreleased album)
- «It’s Who You Are» (Secretariat)
- «Freak» (совместно с Элисон Мичалка) (Hellcats) (Unreleased album)
- «Good, Bad, Boring» (совместно с Элисон Мичалка) (Hellcats) (Unreleased album)
- «Belong Here» (совместно с Элисон Мичалка) (Hellcats)
- «Refrigerator Broke» (совместно с Элисон Мичалка) (Hellcats)
- «Mississippi» (совместно с Элисон Мичалка) (Hellcats)

## Награды и номинации
| Year | Award                         | Category                                       | Nominated Work | Result    |
| ---- | ----------------------------- | ---------------------------------------------- | -------------- | --------- |
| 2006 | American Music Awards of 2006 | Contemporary Inspirational Artists of the Year | Into the Rush  | Номинация |